# Vuelo 6833 de Aeroflot

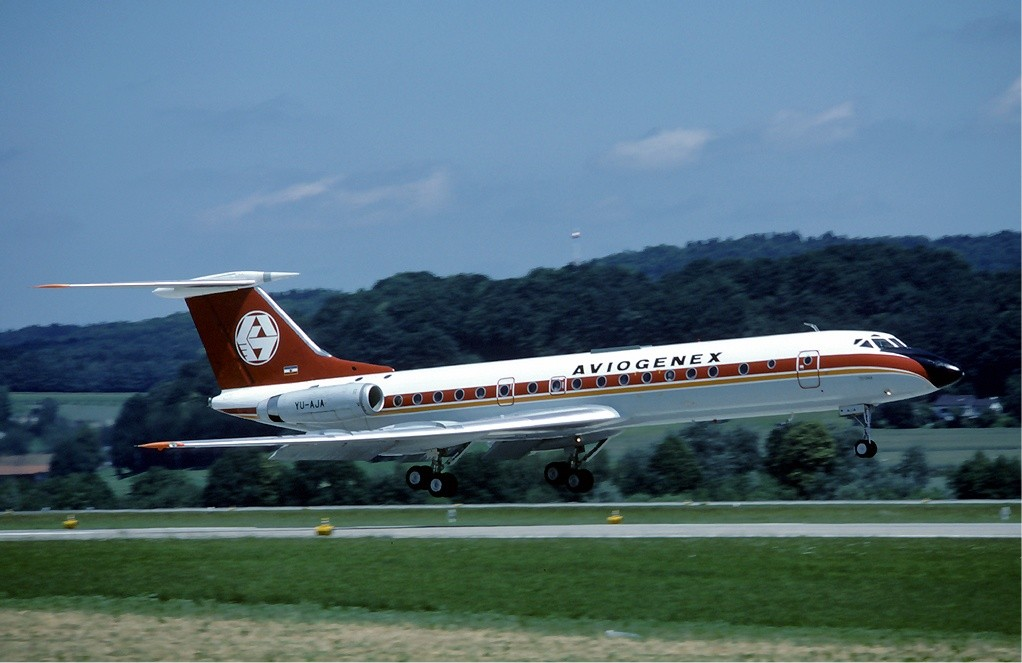
Un avión (de fuselaje angosto) Tupolev Tu-134, similar al secuestrado en 1983.

El Vuelo 6833 de Aeroflot, que se encontraba en ruta entre la ciudad de Tiflis (capital de la entonces República Socialista Soviética de Georgia) y Leningrado (actual San Petersburgo, al noreste de la entonces RSFSR) con una escala en la ciudad de Batumi, fue escenario de un fallido intento de secuestro por siete jóvenes georgianos, el cual tuvo lugar entre el 18 de noviembre y el 19 de noviembre de 1983.
La crisis terminó con la irrupción armada en el Tu-134 A por parte de miembros de las fuerzas de asalto especiales soviéticas (los conocidos Spetsnaz), resultando en la muerte de ocho personas. Los secuestradores supervivientes fueron juzgados y ejecutados en el transcurso de los siguientes meses.

## El incidente
El 18 de noviembre de 1983 siete jóvenes, todos hijos de familias enroladas en la intelligentsia (élite intelectual) georgiana, intentaron abandonar la Unión Soviética por la fuerza, mediante el secuestro de un avión de la aerolínea estatal Aeroflot.
Entre los secuestradores se encontraban los pintores Gia Tabidze, Davit Mikaberidze y Soso Tsereteli, además del actor Gega Kobakhidze (quien acababa de ser elegido para desempeñar un papel en la posteriormente famosa película Arrepentimiento (en ruso transliterado: Pokayanie) de Tengiz Abuladze) y los médicos Paata y Kakhi Iverieli. Fingiendo dirigirse a una fiesta de bodas, abordaron el avión en Tiflis y trataron de desviarlo hacia Turquía.
En total había 57 pasajeros y siete miembros de la tripulación a bordo de la aeronave. El capitán, Akhmatger Gardapkhadze, y su copiloto Vladimir Gasoyan, realizaron maniobras bruscas para evitar que los secuestradores lograsen su objetivo. Si bien aquello contribuyó a mantener a los secuestradores fuera de la cabina de pilotaje, varias personas resultaron heridas durante el enfrentamiento que se produjo a bordo. Por su parte, los pilotos en lugar de ceder frente a las demandas de los secuestradores, realizaron repetidos vuelos en círculos alrededor del aeropuerto de Tiflis, antes de finalmente proceder a aterrizar en el mismo. Más tarde ambos recibieron la condecoración de Héroe de la Unión Soviética, una de las máximas otorgadas por el régimen de la URSS a un civil.
El entonces líder del Partido Comunista de Georgia (en aquel entonces subordinado al PCUS), Eduard Shevardnadze (quien por su parte llegaría a ser ministro de relaciones exteriores durante el gobierno de Mijaíl Gorbachov), pidió a Moscú el envío de una unidad de asalto especial Alfa. Durante el segundo día del secuestro este grupo comando fue desplegado, irrumpiendo en la aeronave y arrestando a los secuestradores sobrevivientes. El serio incidente aéreo costó la vida de ocho personas: tres miembros de la tripulación, dos pasajeros y tres secuestradores.
El avión recibió 108 impactos de bala durante el operativo de asalto militar, y debido además a que su estructura resultó debilitada como consecuencia de maniobras que excedieron sus limitaciones de diseño, la aeronave resultó destruida.

## Juicio y consecuencias
Los secuestradores sobrevivientes, al igual que su amigo y confesor Theodore Chikhladze, sacerdote de la Iglesia Ortodoxa Georgiana, fueron arrestados y posteriormente juzgados por la Corte Suprema georgiana. Los finalmente condenados declararon, en sus alegatos de defensa, que querían “tener una mejor vida y vivir en una sociedad libre” (en una indirecta referencia a Occidente).
Eduard Shevardnadze por su parte los describió como “adictos a las drogas” y “bandidos”, y pidió la aplicación de la pena de muerte contra ellos. En agosto de 1984, los tres secuestradores, Kobakhidze y los hermanos Iverieli, fueron sentenciados a la pena capital, mientras que la co-conspiradora Tinatin Petriashvili recibió una pena de prisión de 14 años. A pesar de la falta de evidencias, el sacerdote “líder del grupo” Chikhladze fue declarado instigador o líder del grupo y también recibió esa sentencia. El 3 de octubre de ese mismo año, los cuatro hombres fueron ejecutados.
No obstante, algunos detalles específicos acerca del incidente seguirían siendo poco claros durante los años siguientes, y hay preguntas que aún no han sido respondidas del todo. Por ejemplo, con posterioridad Shevardnadze fue acusado de haber rechazado la oferta de los padres de los secuestradores de negociar con sus hijos la liberación de los rehenes. En particular, algunos argumentan que él exigió la pena de muerte para los imputados para fortalecer su posición política personal dentro del liderazgo comunista georgiano y también para demostrar su lealtad al entonces gobierno central de Moscú.[cita requerida]
La tal vez excesiva cantidad de impactos de bala que recibió el avión, así como la muerte de la joven azafata, aún continúan siendo objeto de debate y controversia entre quienes se han dedicado a estudiar y analizar este caso.
En 2001, David Doiashvili, joven productor georgiano del Teatro Marjanishvili, decidió recrear en una obra sobre estos trágicos hechos. 
Sin embargo, las autoridades administrativas del teatro no aceptaron el guion del escritor David Turashvili. Por su parte, este último posteriormente relató que Shevardnadze era reacio o renuente a recordar aquellas viejas vivencias, lo que llevó a que algunas organizaciones de derechos humanos locales afirmasen que “la censura en Georgia aún era funcional” (en una referencia indirecta al pasado régimen soviético). La obra, titulada La generación de los "jeans", o réquiem tardío fue no obstante presentada en el teatro privado Libertad y ha sido bastante popular en Georgia[cita requerida].
En 2017, 30 años después de los hechos, se estrena la película , Rehenes dirigida por Rezo Gigineishvili.